# Potamogeton fontigenus
Potamogeton fontigenus là một loài thực vật có hoa trong họ Potamogetonaceae. Loài này được Y.H.Guo, X.Z.Sun & H.Q.Wang miêu tả khoa học đầu tiên năm 1985.